# 迪恩·怀特黑德
甸恩·韋赫特（英語：Dean Whitehead，1982年1月21日—）出生於牛津郡的阿賓頓（Abingdon），是一名已退役英格蘭足球運動員，曾效力米杜士堡及哈德斯菲尔德。他主要擔任中場，但同時能擔任右閘位置。

## 生平
牛津联
韋赫特在家鄉球隊阿賓頓鎮的青年隊出道，之後加盟當地聯賽球隊牛津联的青訓系統。他在牛津联渡過了五個球季，成為了球隊中一個有很好傳球能力的中場捍將。在約滿後，他拒絕續約並開始尋覓新球隊。
新特蘭
在2004年7月，韋赫特免費加盟當時英冠球隊新特蘭，經過仲裁，新特蘭需支付牛津联15萬英鎊賠償金，牛津联亦會在將來韋赫特轉會收到25%的轉會費分紅。
韋赫特很快在新特蘭站穩陣腳，在2004/05年球季為新特蘭贏得英冠冠軍。季後亦被隊友選為「季度足球先生」。韋赫特在2005/06年球季續約三年，並在該球季於作客對熱刺的比賽射入一球三十碼的罰球，但球隊最終仍以2-3落敗。 
新特蘭在2006/07年球季降級至英冠，韋赫特在中堅（Steven Caldwell）被賣至後再一次成為新特蘭的隊長。
在2007/08年英超球季，他在對韋根的比賽中受傷，令他在多場比賽中不能上陣，三個月後重返球場，但以右閘上陣時間居多，直至季尾才再次在中場指揮。
史篤城
2009年7月24日韋赫特離開光明球場加盟史篤城，簽約四年，初步轉會費為300萬英鎊，其後可增加刑500萬英鎊，舊球會牛津联在這單交易中可收取超過50萬英鎊的分紅。他在8月15日對的比賽中首次上陣。
2013年6月6日，史篤城宣佈旗下七位球員可以自由轉會，韋赫特為其中之一。
米杜士堡
2013年7月2日，韋赫特以自由身加盟英冠米杜士堡並簽約兩年。

## 榮譽

### 球隊
新特蘭
- 英格蘭足球冠軍聯賽冠軍（2）：2004/05年、2006/07年；

### 個人
- 英格蘭東北部足球記者協會足球先生：2007年；

## 外部連結
- 足球数据库：韋赫特的球员统计数据
- 新特蘭官方球員介紹：韋赫特 （页面存档备份，存于）

| 前任者： | 新特蘭隊長 2007-09年 | 繼任者： |